# Ramaria testaceoflava
Ramaria testaceoflava (Giacomo Bresadola, 1884 ex Adalbert Ricken, 1920) din încrengătura Basidiomycota, în familia Gomphaceae și de genul Ramaria este o ciupercă regional destul de răspândită necomestibilă care coabitează. O denumire populară nu este cunoscută. În România, Basarabia și Bucovina de Nord se dezvoltă în păduri de conifere, pe lângă brazi și molizi, preferat pe sol calcaros și umed, prin iarbă și pe  mușchi, în grupuri, parțial în smocuri, formând șiruri sau cercuri de vrăjitoare. Apare preponderent în regiuni montane până la 1500m altitudine între (iulie) august și octombrie (noiembrie).

## Taxonomie

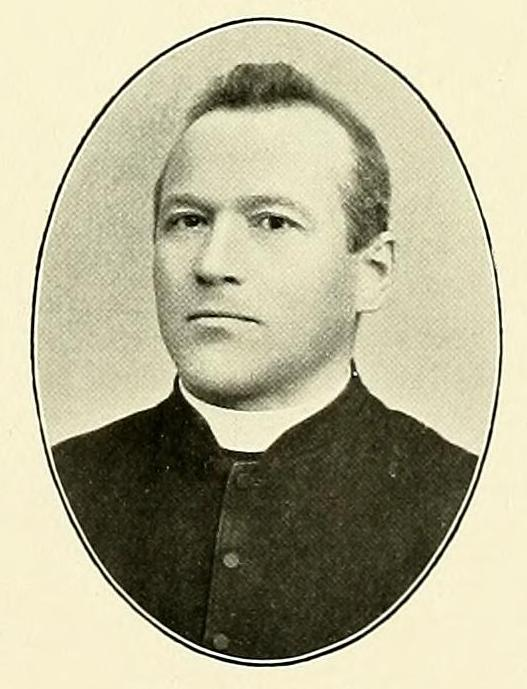
G. Bresadola

Numele binomial Clavaria testaceo-flava a fost determinat de cunoscutul micolog și duhovnic italian Giacomo Bresadola în volumul 1 al operei sale Fungi tridentini novi vel nondum delineati et iconibus illustrati (scrisă în limba latină) din 1884.
Apoi, în 1950, micologul englez Edred John Henry Corner (1906-1996) a redenumit specia în Ramaria testaceoflava, de verificat în numărul 1 al jurnalului botanic Annals of Botany Memoirs, fiind numele curent valabil (2021).
Toate celelalte încercări de redenumire sunt acceptate sinonim, dar nu sunt folosite.
Epitetul este derivat din cuvintele latine (latină testaceus=cărămidă), și latin (latină flavus=galben în toate nuanțele: (palid) gălbui, galben-auriu, galben-roșiatic, galben lutos), datorită culorii ciupercii pe exterior.

## Descriere

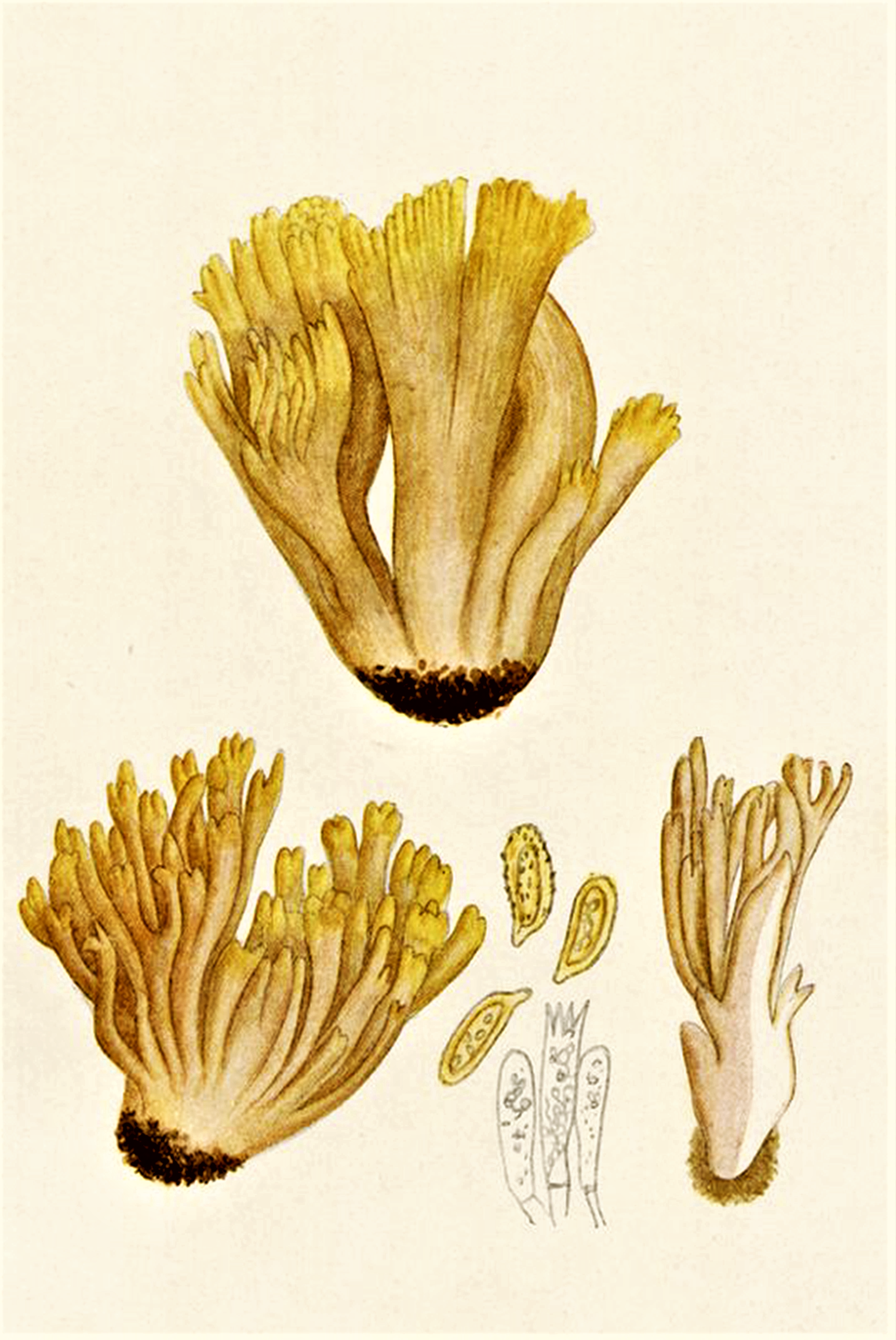
Bres.: Clavaria testaceo-flava

- Corpul fructifer:  are o înălțime de 5-10cm și un diametru de 4-9 (12)cm. El se împarte dintr-un cocean cărnos, în numeroase ramificații dihotomice. Ramurile sunt împărțite de mai multe ori, începând de la tulpină, adesea îndreptate în sus larg noduros, apoi împărțindu-se din nou în 1-2 ramificații dihotomice abia dezmățate, în mare parte scurte, rotunde, netede până noduroase sau încrețite care sunt parțial turtite larg în zona superioară, cu bifurcații rotunjite, vârfurile fiind ascuțite sau turtite, depinde de vârsta ciupercii. Astfel capătă aspectul unei tufe. Suprafața netedă până ridată este albă pe părțile inferioare, protejate împotriva luminii, pe părțile superioare expuse la lumină în stadiul de tinerețe inițial galben pal sau galben, transformându-se ulterior, începând la bază, deschis până închis maro de ciocolată, cu o nuanță puternică de gri-brun până la brun-purpuriu la bătrânețe. Ramurile sunt numai la exemplare proaspete și tinere galbene de la bază până în vârf. Rizomorfele cresc adânc în substrat. La apăsare, ciuperca se decolorează roșu-maroniu închis.
- Trunchiul: alb-gălbui este foarte scurt, cărnos și gros de până la 5cm, fiind ori așezat larg pe substrat, ori aproape complet îngropat și astfel abia vizibil. Din el răsar mai întâi ramurile groase deja adânc la bază, fiind de aceea uneori greu de distins de o creștere în smocuri.
- Carnea: este de culoare albă până albicioasă și marmorată, transformându-se după tăiere imediat rapid de la deschis la gri-roșiatic murdar, apoi se întunecă până la vinaceu închis. Mirosul este acrișor, devenind cu avansarea în vârstă ceva mucegăit-pământos, iar gustul destul de amar și ceva astringent.[3][4]
- Caracteristici microscopice: are spori neamilozi (nu se decolorează cu reactivi de iod), alungit ovoidali până gros elipsoidali, cu un apicol proeminent, pereți groși, slab până la clar aspri și cu un ornament de veruci clar vizibile, fine și izolate care prezintă ocazional fuziuni scurte precum granulați pe interior, măsurând (8) 10-(14) x 4,5-6 microni. Pulberea lor este de colorit slab galben-lutos. Basidiile cu catarame precum 4 sterigme fiecare sunt clavate cu o mărime de 55-80 x 8-11 microni, conținutul fiind granular, de culoare galben-maronie care se refractă ușor. Hifele tramei de până la 14 µm în diametru cu pereți subțiri de maximal 0,5µm grosime sunt netede, paralele până puternic împletite, adesea cu tranziții de septuri veziculoase și, când sunt proaspete, cu conținut fin exsudant. În picior sunt hialine până fin granulate pe dinăuntru și colorate parțial maroniu. Hife oleifere sunt prezente și septurile au cleme. Rizomorfele fragile, albe, constau din hife cu pereți netezi și subțiri de până la 5µm diametru cu catarame hialine până lăptos-albicioase, fiind acoperit cu un înveliș cristalin, cuneat puternic în partea exterioară .[9][10]
- Reacții chimice: buretele se decolorează cu sulfat de fier mai întâi încet verde-măsliniu, coloritul devenind apoi din ce în ce mai închis până aproape negru-verzui.[11]

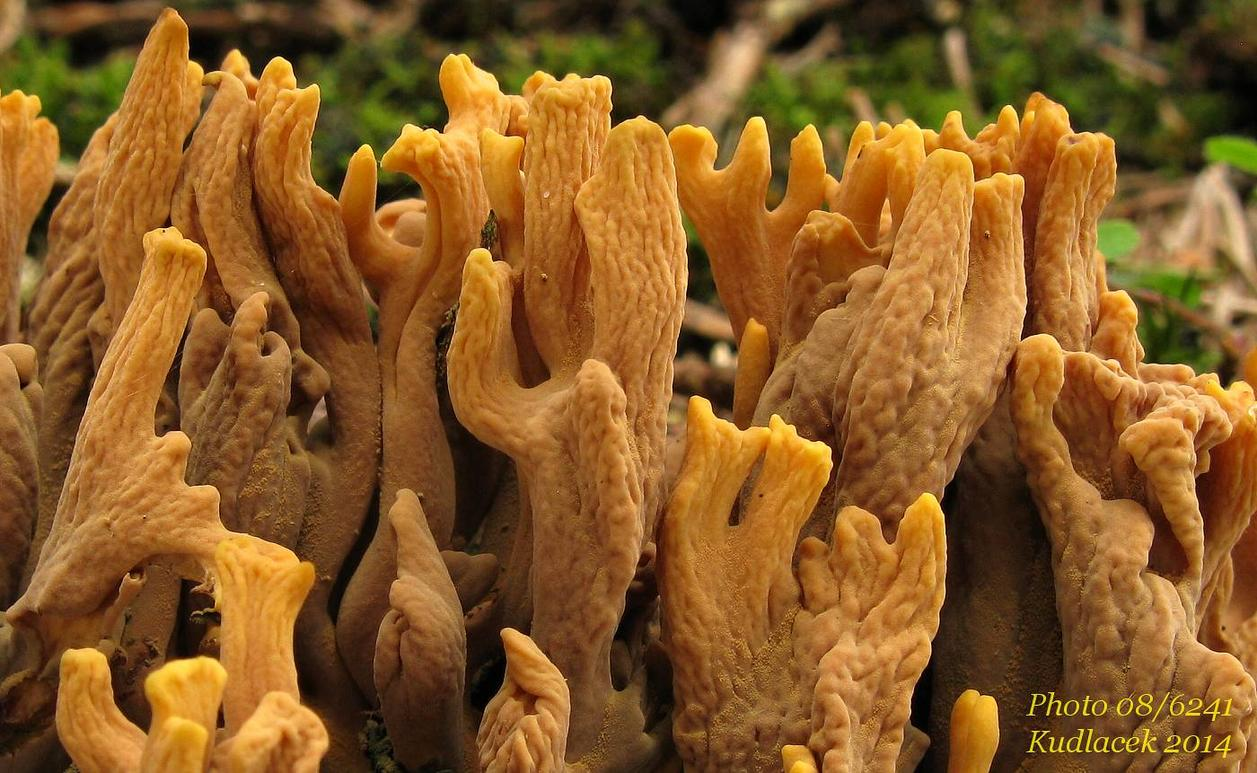
R. testaceoflava din apropiere

## Confuzii
Dacă nu se dea seama de colorarea vie spre vinaceu atunci când este tăiată, ciuperca poate fi confundată cu specii aceluiași gen cum sunt: 
| - Ramaria abietina (necomestibilă) - Ramaria aurantiosiccescens (E. Schild, 1979) (comestibilă) - Ramaria aurea (comestibilă) - Ramaria botrytis (comestibilă) - Ramaria flava (comestibilă) - Ramaria flavescens (comestibilă), - Ramaria formosa (otrăvitoare) | - Ramaria gracilis (comestibilă) - Ramaria largentii (comestibilă) - Ramaria obtusissima, (comestibilă, puțin gustoasă) - Ramaria ochroclora (comestibilitate nesigură) - Ramaria pallida (otrăvitoare) - Ramaria rufescens (burete creț) (comestibilă) - Ramaria stricta (necomestibilă) |

## Specii asemănătoare

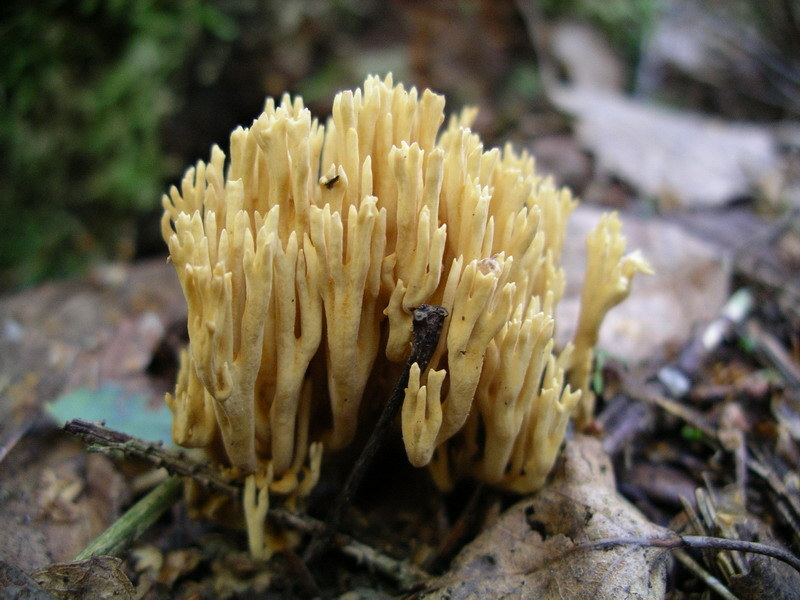
!Ramaria abietina!
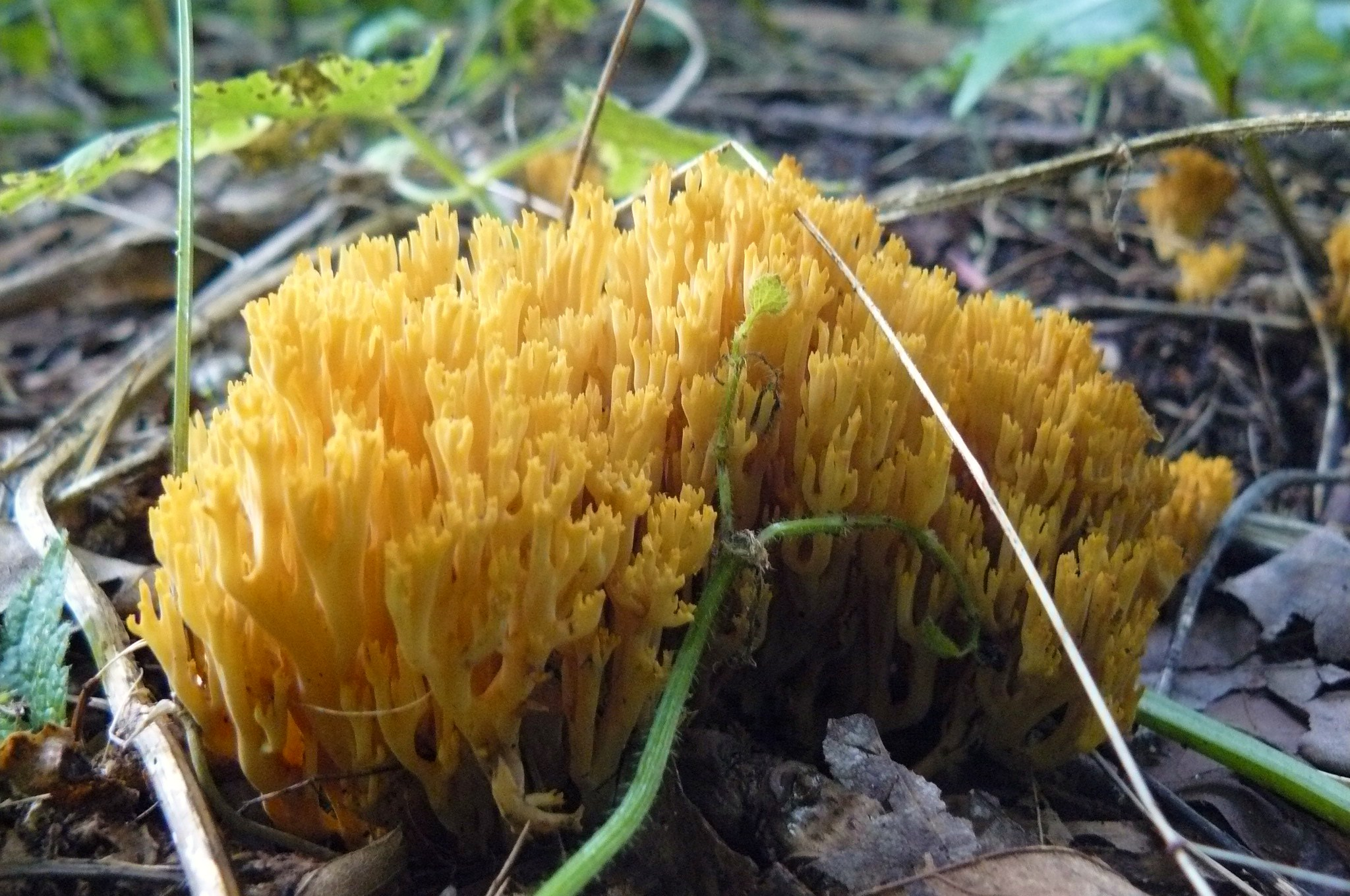
Ramaria aurantiosiccescens
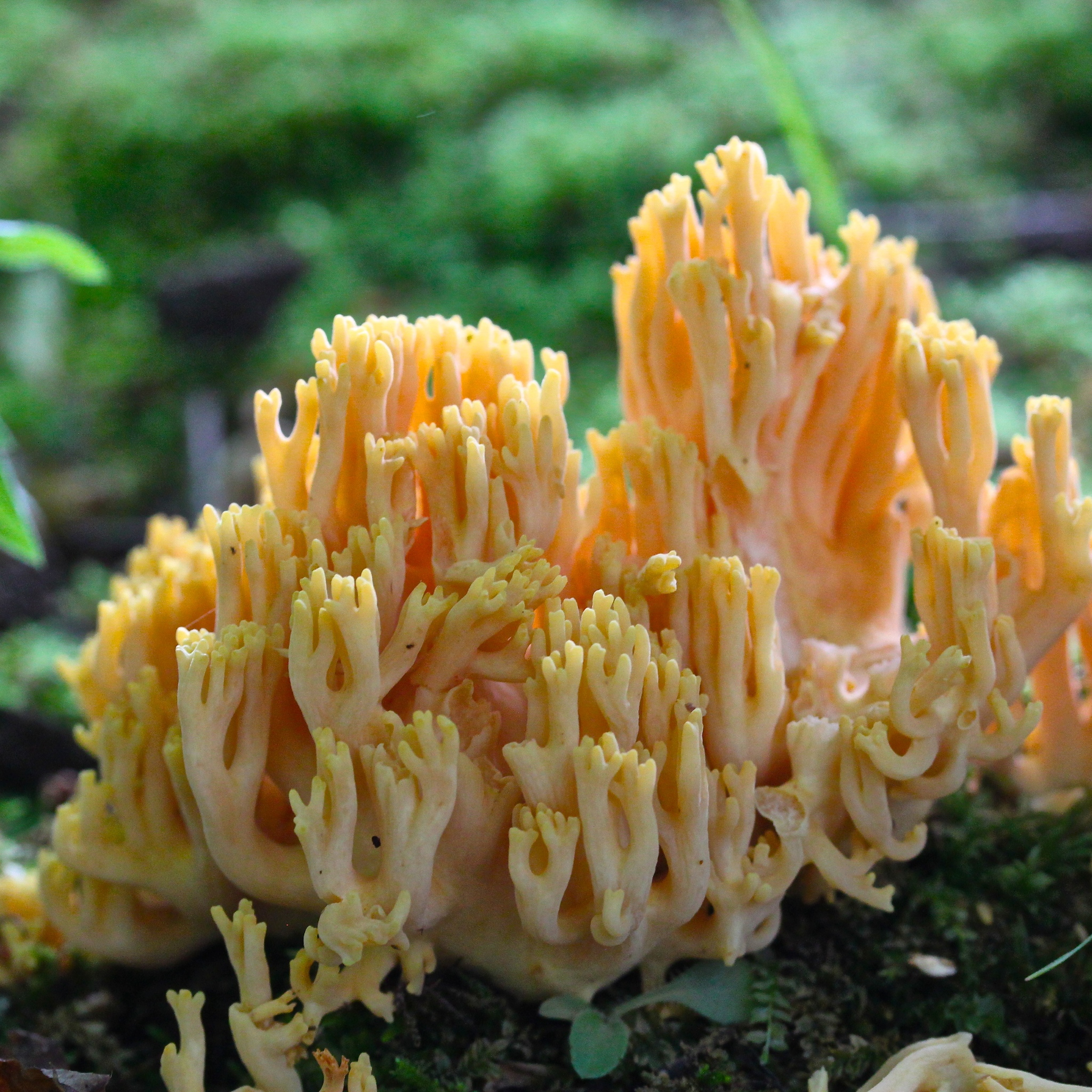
Ramaria aurea
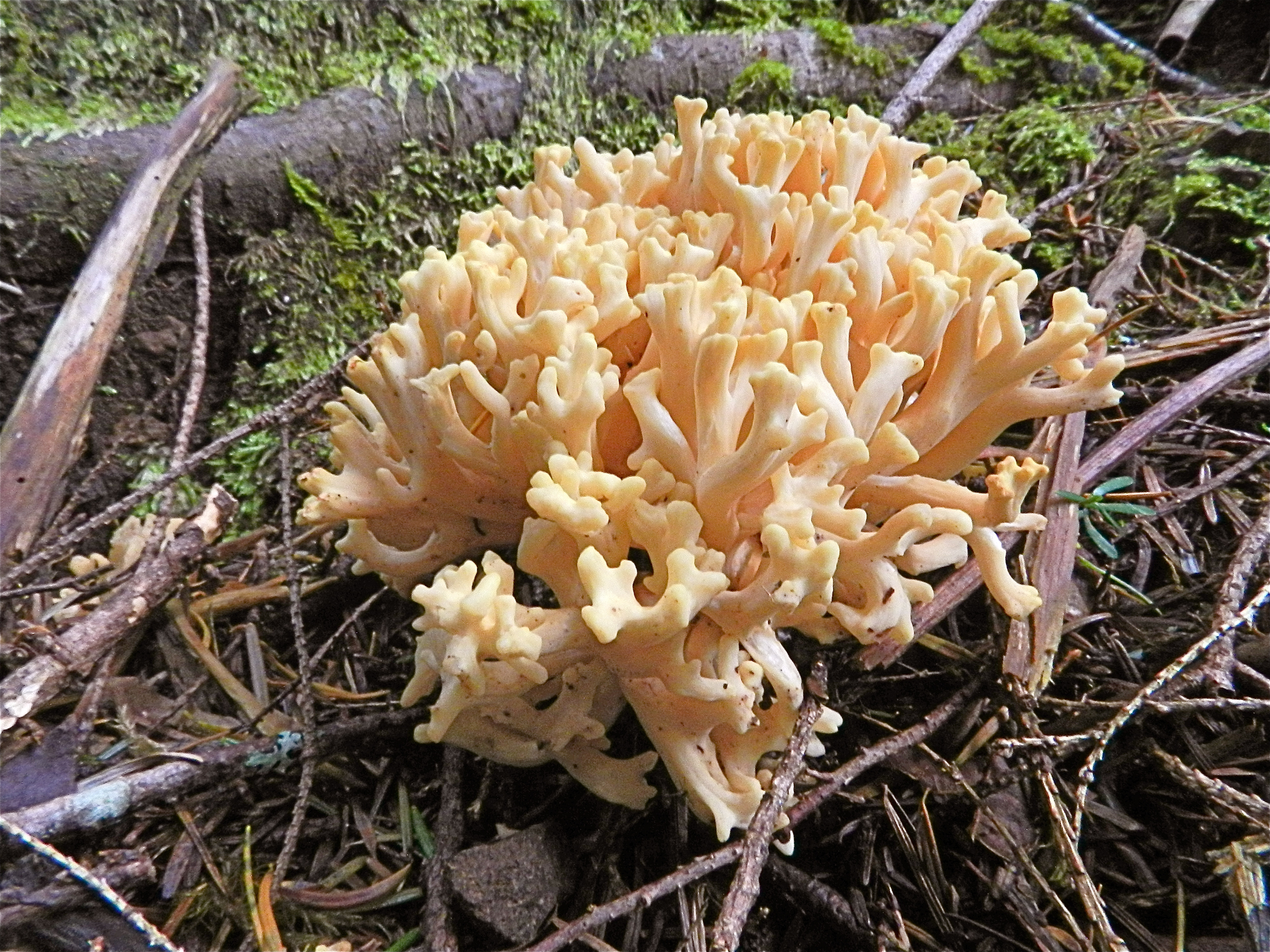
Ramaria botrytis tânără
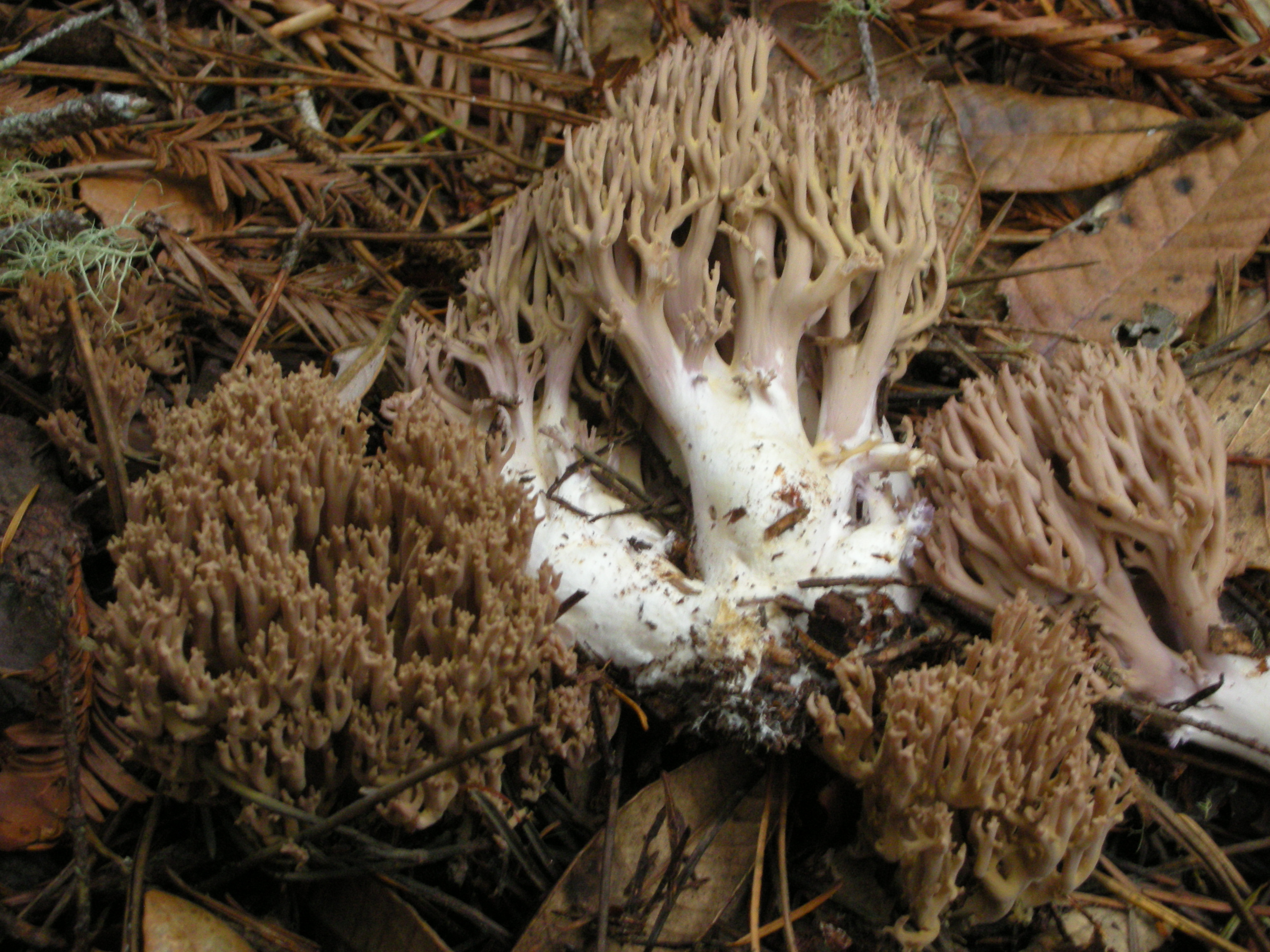
!Ramaria fennica!
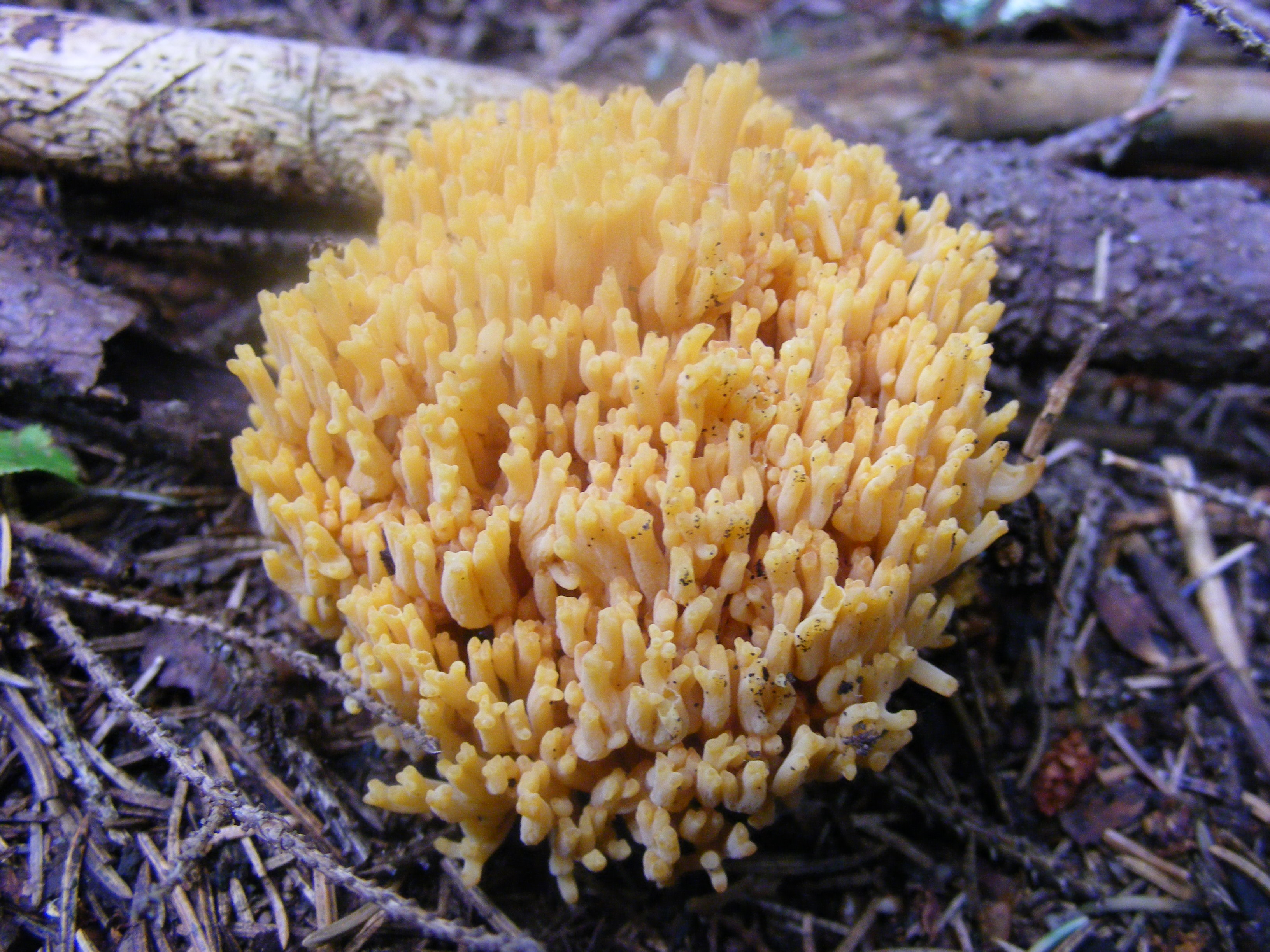
Ramaria flava
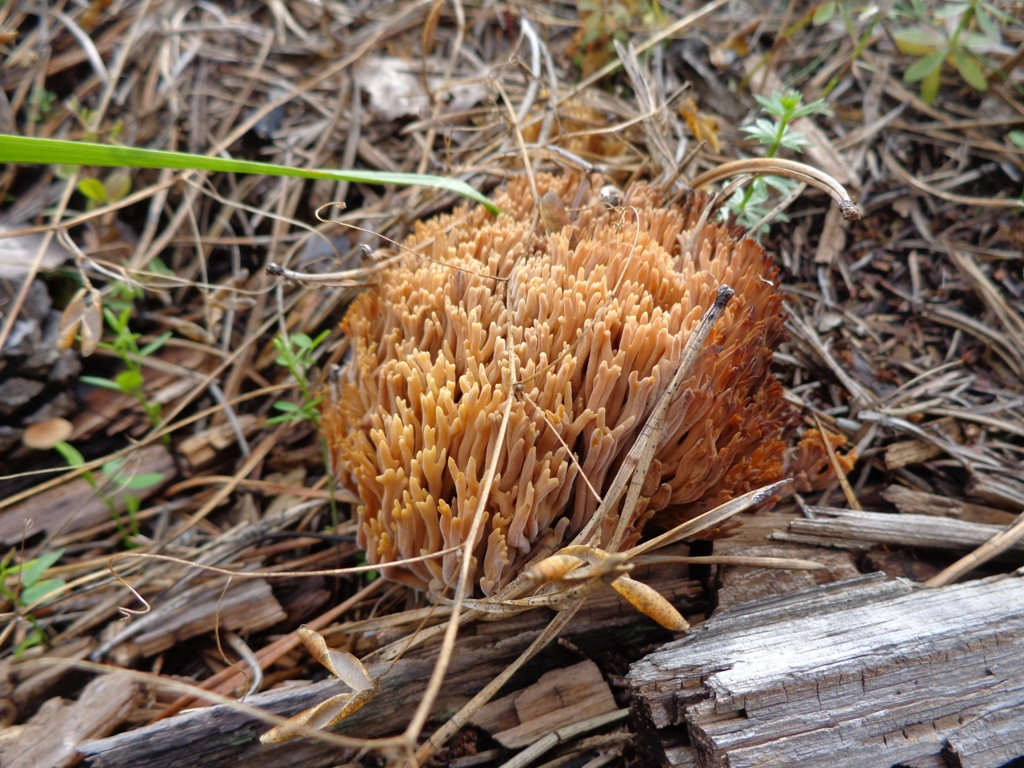
Ramaria flavescens
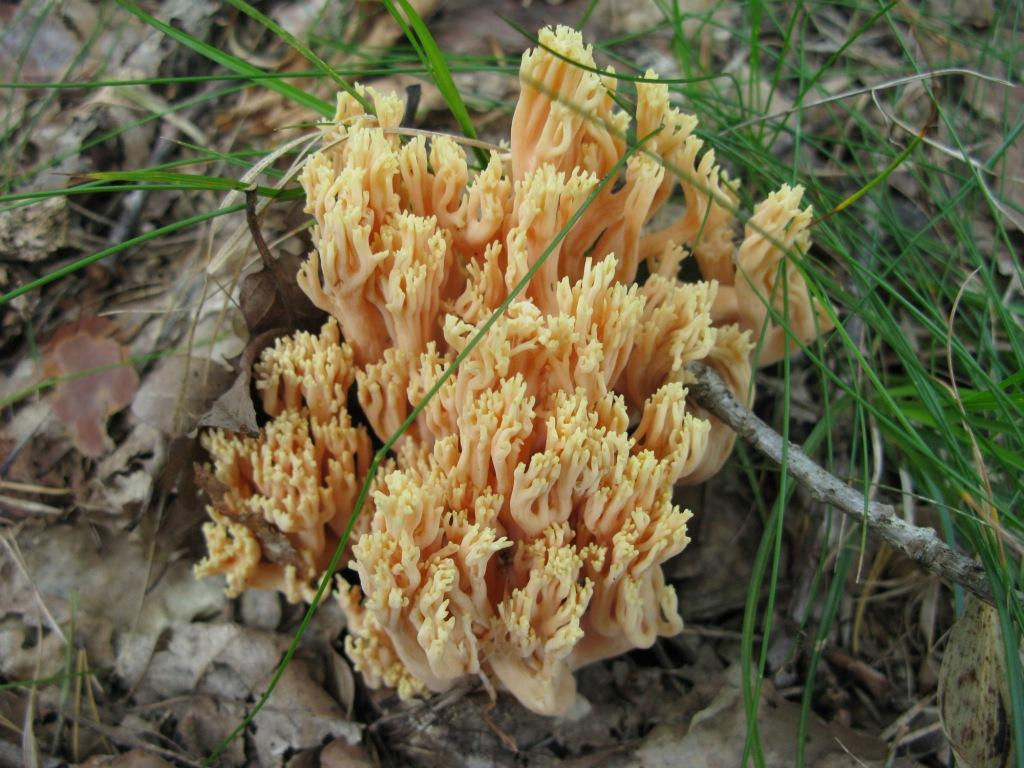
!!Ramaria formosa!!

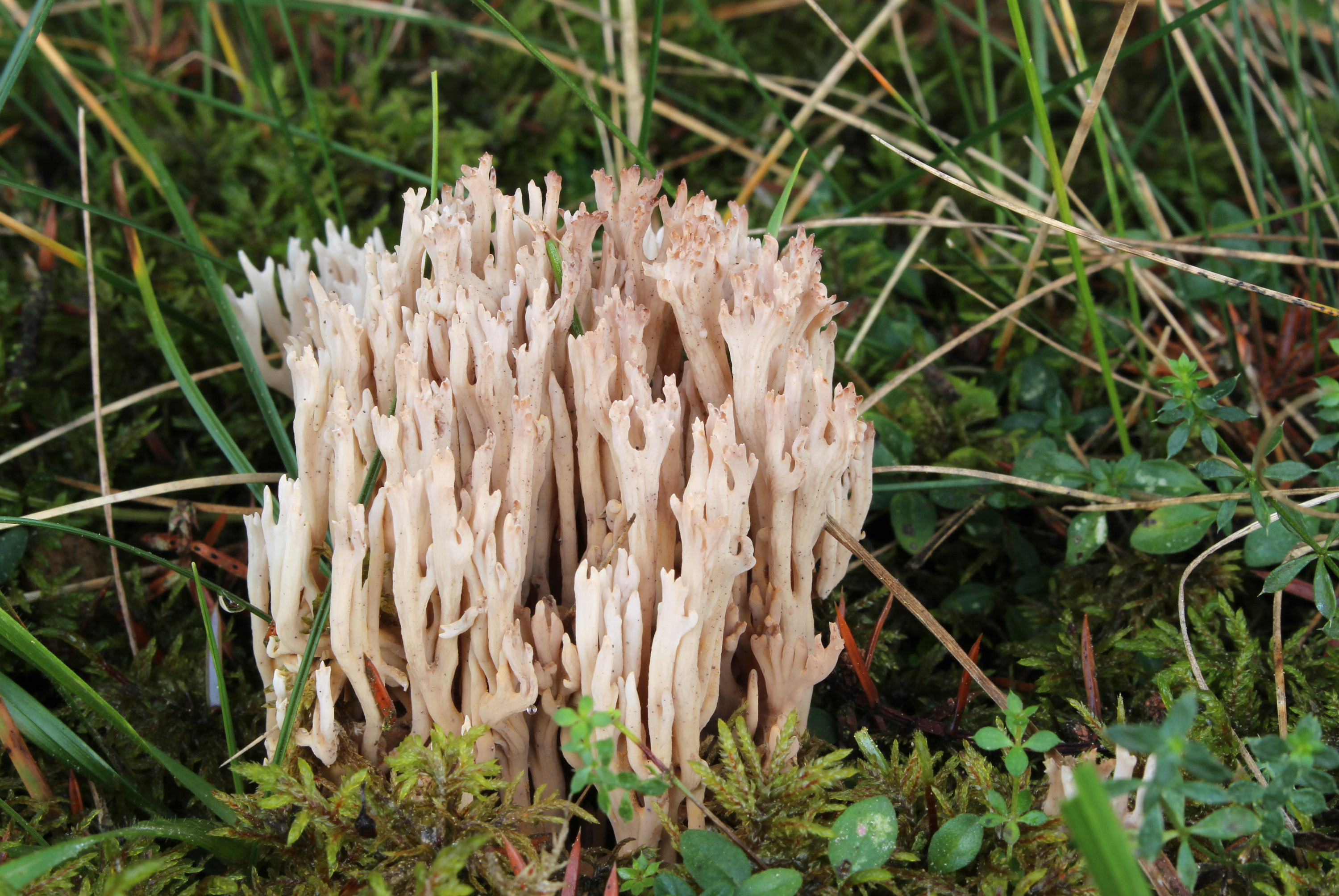
Ramaria gracilis
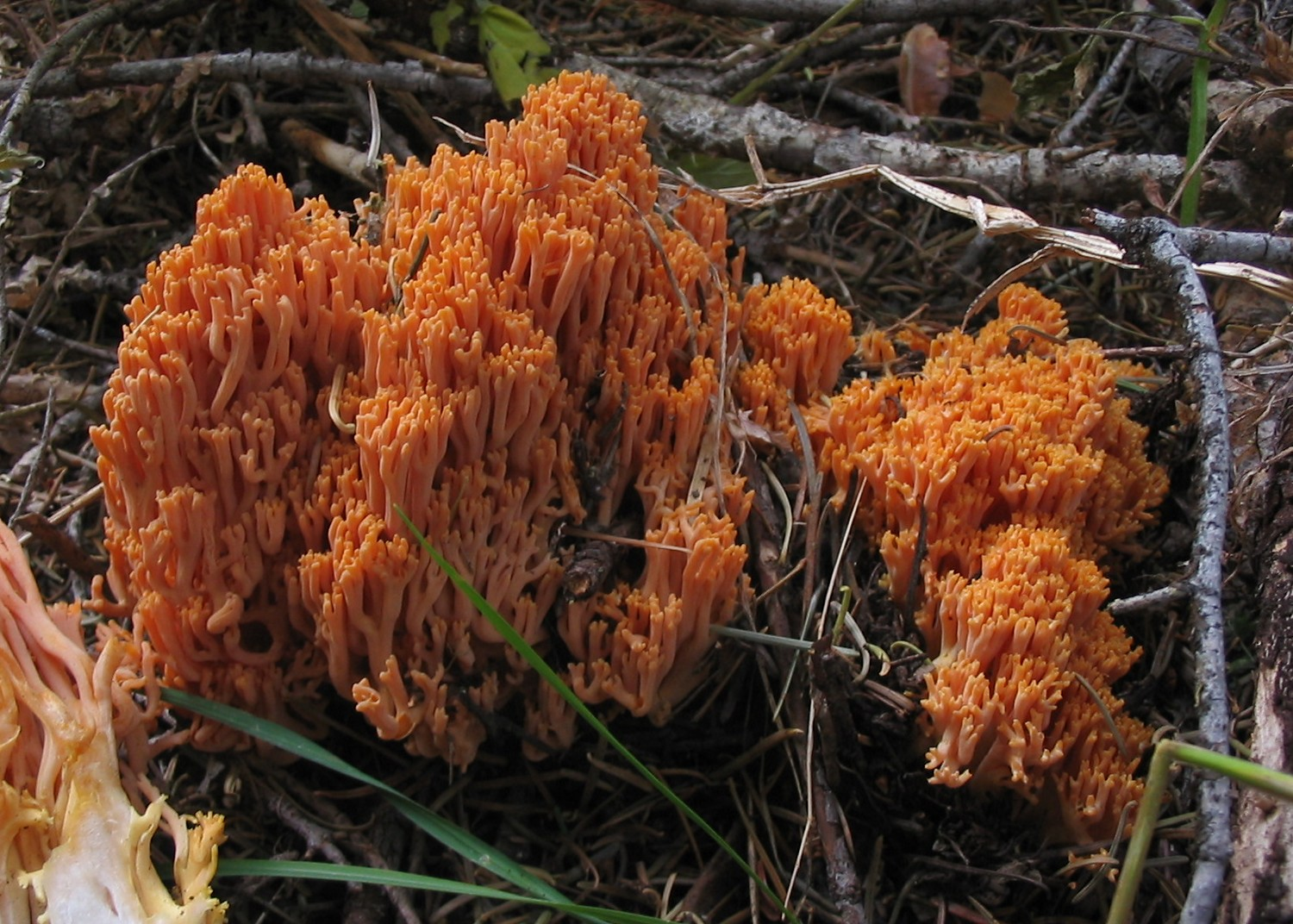
Ramaria largentii
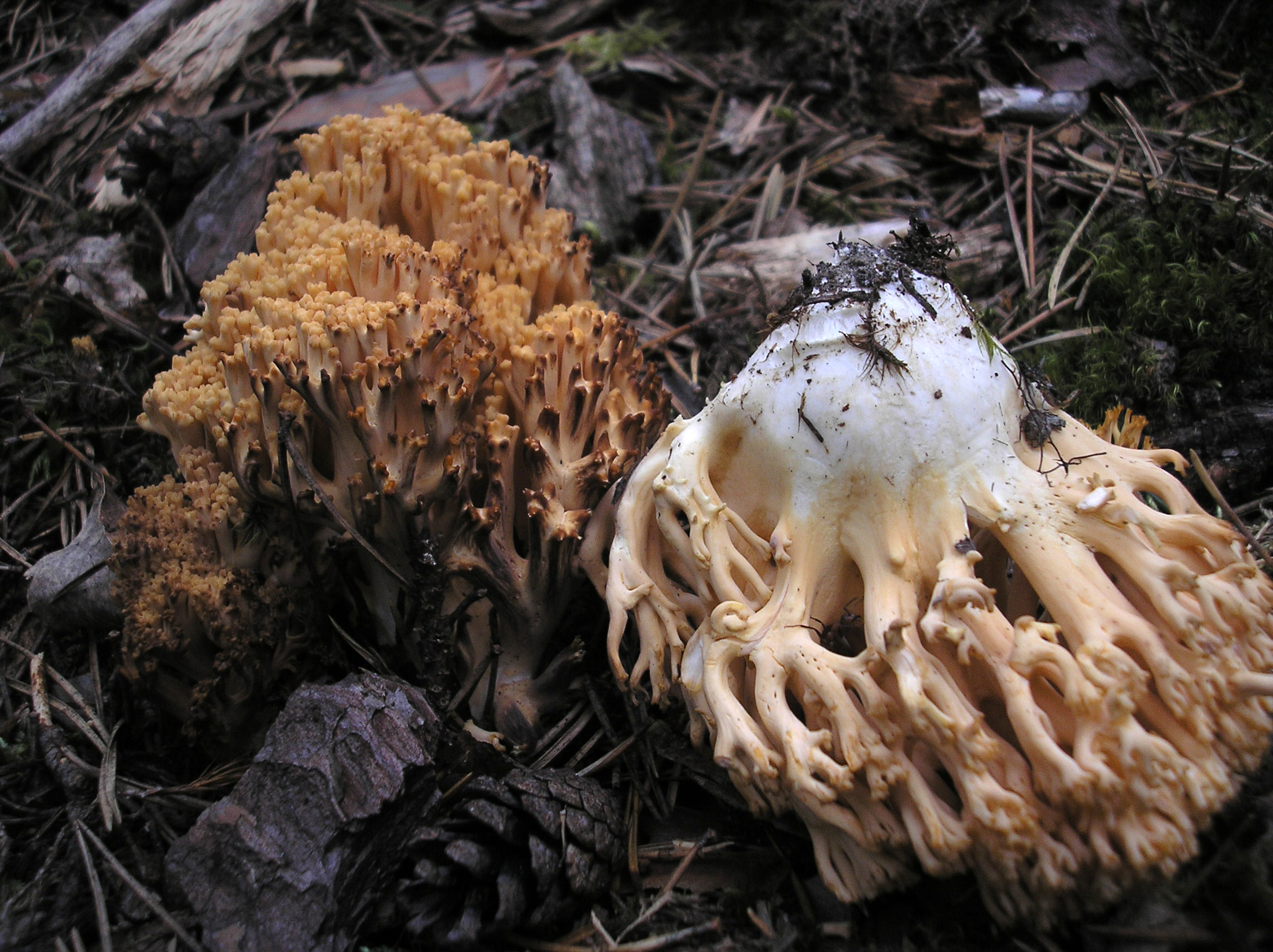
Ramaria obtusissima
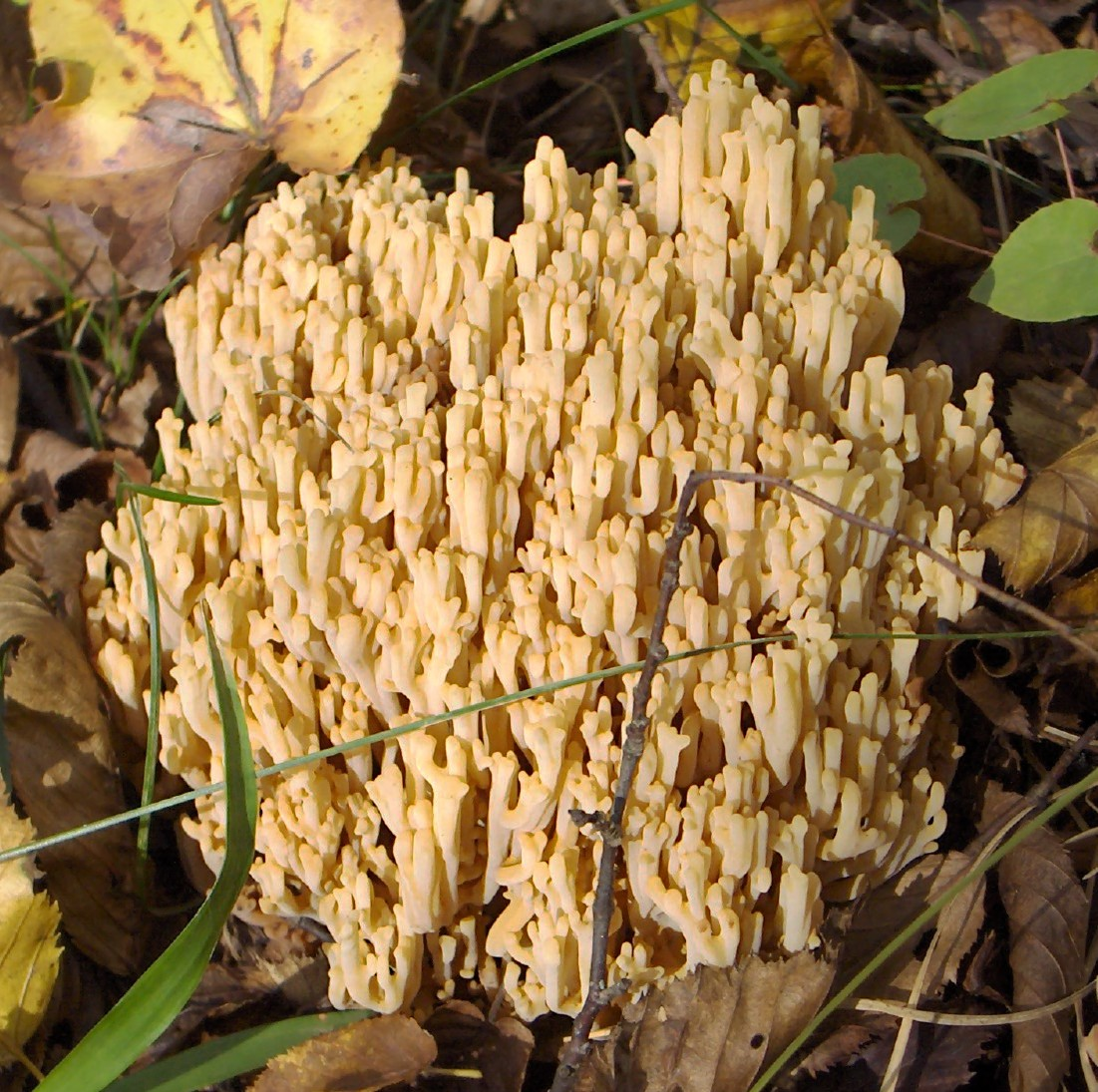
!!Ramaria pallida!!
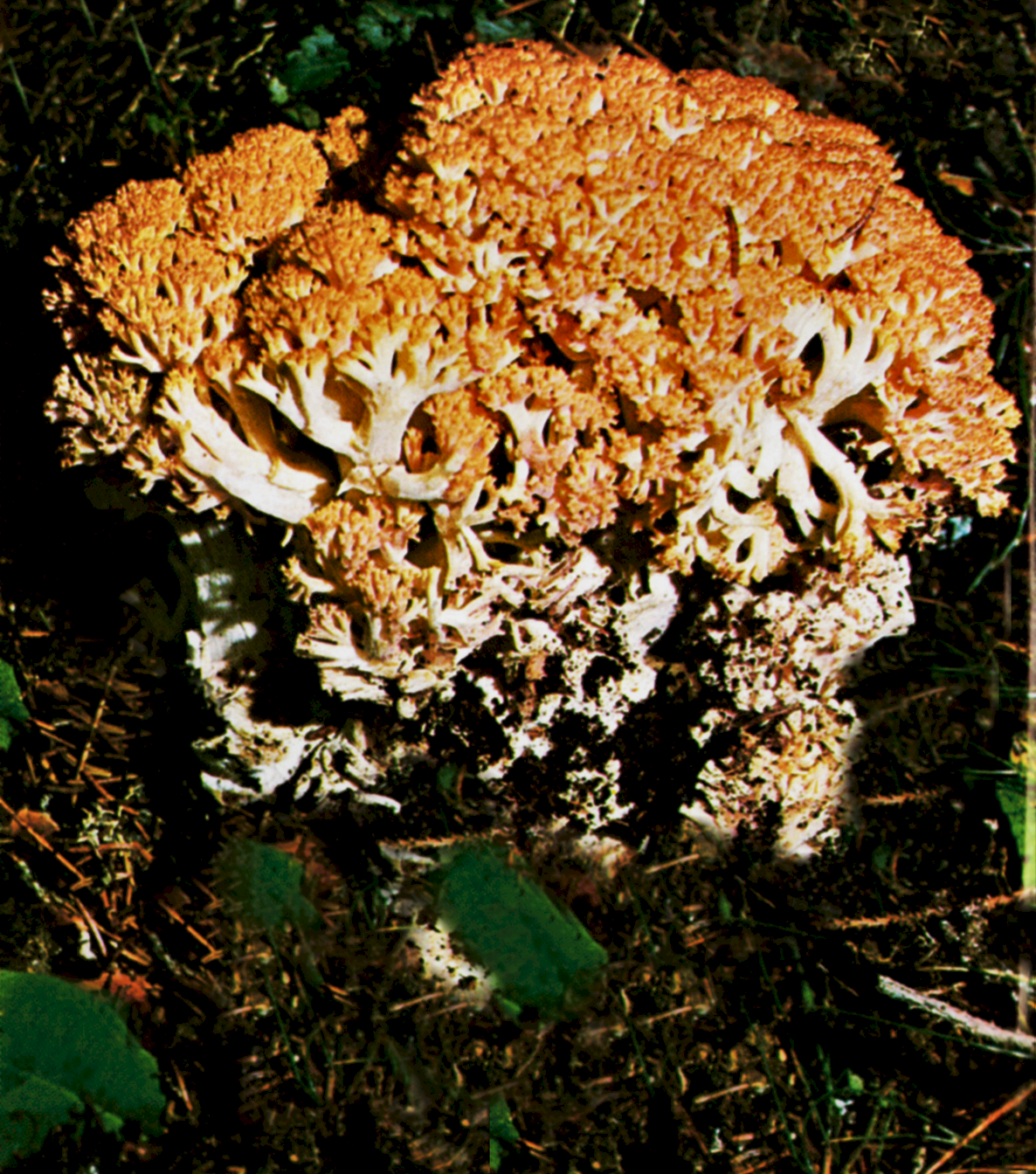
Ramaria rufescens
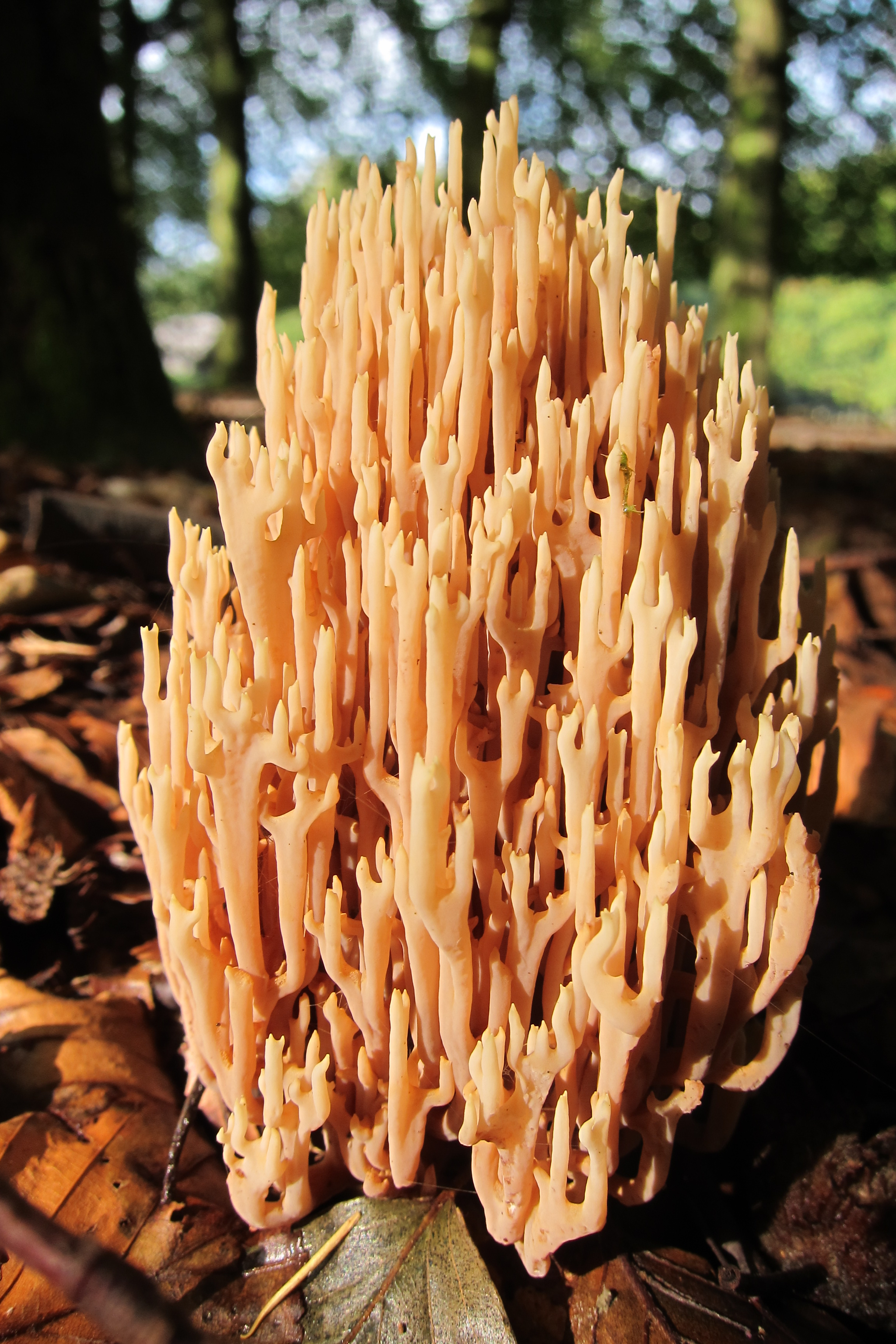
!Ramaria stricta!

## Valorificare
Specia nu este toxică, dar nu se potrivește pentru consum din cauza mirosului nu mereu prea plăcut precum al gustului amar. 